# PSS (프로그램 가능 안전 제어 시스템)
PSS (프로그램 가능 안전 제어 시스템)은 Pilz GmbH & Co KG가 만드는 프로그래밍 가능한 안전 제어 시스템의 명칭이다. PSS 제어 시스템은 고용주 책임 보험 연합인 Berufsgenossenschaft로부터 승인을 받았던 1990년대부터 시작되었다. 이 시점 이전의 제어 솔루션은 대부분 전자 기계식 릴레이이었다. PSS 제어 시스템은 이중-채널 설계로 되어 있으며 따라서 요구되는 수준의 안전 보장과 위험성 감소를 가능하게 해 주는데, 이러한 기능은 릴레이가 행하기에는 매우 버거운 것이다.

## 제품 역사
안전 제어 시스템은 프로그래밍 가능 논리 제어기 (PLC) 와 마찬가지로 프로그래밍을 통하여 안전을 통합시키려는 필요에 부응하기 위하여 고안 되었다. 이 시스템은 프로그래밍 가능한 논리 제어기(PLC)와 동일한 방식으로 작동된다. 중앙식 시스템이 먼저 생산되었고 안전 버스 시스템과 연관된 분산식 시스템이 그 뒤를 이었다. 프로그래밍은 동일한 패턴을 이어왔으나 지침 세트는 IL (지침 리스트) 혹은 LD (래더 로직 / 래더 다이어그램)와 같은 소수의 언어로 감소되었다. 프로그래밍 옵션을 이렇게 제한시켰다는 것은 프로그래밍 진행 도중의 오류가 최소화될 가능성이 더 높아 졌음을 의미한다. 최초의 시스템은 안전 기능의 개발에 초점을 맞추었다. 이론상으로는, 처음부터 표준 자동화에 대하여 안전 제어 시스템을 프로그래밍하는 것이 가능하였지만, 실제로 이러한 장치가 적용된 경우는 매우 드물었다.

## 기능 및 설계
기능의 측면에서 본다면, 표준 자동화에 대해서는 안전 제어기와 제어 시스템을 구분하기가 어렵다. 기본적으로, 안전 제어 시스템은 2개의 PLC 시스템으로 구성되어 있으며 이들 2개의 PLC 시스템이 애플리케이션 프로그램을 병렬로 집행하고, 동일한 프로세스 I/O 이미지를 사용하며 자신들을 계속적으로 동기화시킨다. 교차 비교, 입력/출력 수준 시험 그리고 공통 유효 결과의 수립 등은 해당 시스템의 내부 난해성을 나타내는 복잡한 다층 프로세스이다. 최신 시스템은 크로스오버를 탐지하기 위한 시험 펄스 신호의 사용과 같은 구체적인 특징을 제외하면 여타의 프로그램 가능 논리 제어기와 마찬가지로 작동한다. 제어 기능은 프로그램으로써 저장된다. 관련 소프트웨어를 사용하여 제어 시스템의 프로그램을 작성한다. 이 제어 시스템은 독립 기계 그리고 대규모 공정 플랜트를 점유하고 있는 시스템 양쪽의 자동화를 위하여 사용된다.
안전한 제어 시스템의 구조:
- 2개의 분리된 채널
- 다른 하드웨어를 사용하는 다향성 구조
- 입력과 출력을 계속적으로 시험한다
- 사용자 데이터를 계속적으로 비교한다
- 전압 및 시간 모니터링 기능
- 오류/위험이 발생하는 경우의 안전한 정지[5]

## 참고
1. ↑  European Patent EP0808482B1
2. ↑  “Safety Compendium, chapter 4: Safe control technology, page 115”. 2013년 3월 7일에 원본 문서에서 보존된 문서. 2013년 3월 7일에 확인함.
3. ↑  “Safety Compendium, chapter 4.3: Today's safety control systems, page 149”. 2013년 3월 7일에 원본 문서에서 보존된 문서. 2013년 3월 7일에 확인함.
4. ↑  “Safety Compendium, chapter 4.3: Today's safety control systems, page 149 following pages”. 2013년 3월 7일에 원본 문서에서 보존된 문서. 2013년 3월 7일에 확인함.
5. ↑  “Safety Compendium, chapter 4.3: Today's safety control systems, page 149”. 2013년 3월 7일에 원본 문서에서 보존된 문서. 2013년 3월 7일에 확인함.